# Flemming Pehrson
Flemming Johannes Vallentin Pehrson, född 4 november 1955 i Köpenhamn i Danmark, är en dansk fotbollsspelare (anfallare). Bor i Sölvesborg i Blekinge. Är tränare för ett juniorlag i Mjällby AIF
Flemming var en liten, snabb och teknisk spelare och en typisk målgörare. Han var 1979 med att föra upp Mjällby AIF till Allsvenskan och blev samma år utnämnd till årets fotbollsspelare i Sverige.
Fostrad i BK Frem bytte han 1975 klubb till Slagelse BI, dit han gick tillsammans med sin bror Frank. Han återvände till BK Frem 1977 där han dock bara stannade en kort period innan han, samma år, gick till Mjällby AIF.
Han är utbildad maskiningenjör och har efter avslutad fotbollskarriär haft eget firma.
Han har bl.a. tränat IFK Karlshamn.
Lyckades aldrig slå sig in i det danska A-landslaget men spelade ett par ungdomslandskamper.

## Meriter
- Landslagsmeriter
  - 8 landskamper med Danmarks U-landslag
  - 1 landskamp med Danmarks OS-kvallag (mot DDR 1975)
- Utmärkelser
  - Årets spelare i div.1 i Sverige 1979